# Olösta matematiska problem
Detta är en lista över kända olösta matematiska problem, samt vissa kända problem som fått sin lösning i modern tid. Det kan ofta formuleras som en förmodan.

## Hilbertproblemen
År 1900 presenterade matematikern David Hilbert en lista över 23 då olösta problem på en matematikerkonferens. Lösandet av ett antal av dessa skulle sedan visa sig spela stor roll för matematikens utveckling under 1900-talet. Ett fåtal av dessa är ännu inte lösta, vissa är delvis lösta och andra är så vagt formulerade eller direkt omatematiska att de är olösbara.

## Millennieproblemen
Clay Mathematics Institute har satt upp en prissumma på en miljon dollar till den som löser något av nedanstående problem:
- Riemannhypotesen
- P=NP?
- Hodges förmodan
- Poincarés förmodan
- Existens av Yang-Mills och att det har massgap
- Existens och släthet av lösning till Navier-Stokes ekvationer
- Birch–Swinnerton-Dyers förmodan

## Andra olösta problem

### Additiv talteori
- Beals förmodan
- Collatz förmodan
- Gilbreaths förmodan
- Goldbachs hypotes
- Erdős förmodan om aritmetiska följder
- Erdős–Turáns förmodan om additiva baser
- Värdena av g(k) och G(k) i Warings problem

### Algebra
- Hadamards förmodan
- Hilberts sextonde problem

### Algebraisk talteori
- Brumer–Starks förmodan

### Analys
- Schanuels förmodan
- Lehmers förmodan
- Pompeius problem
- Är {\displaystyle \gamma } (Eulers konstant), π + e, π - e, πe, π/e, πe, π √2, ππ, eπ2, ln π, 2e, ee, Catalans konstant eller Chintjins konstant rationella, algebraiskt irrationella eller transcendenta?

### Dynamiska system
- MLC-förmodan - är Mandelbrotmängden lokalt sammanhängande?

### Grafteori
- Barnettes förmodan
- Erdős–Gyárfás förmodan
- Erdős–Hajnals förmodan
- Hadwigers förmodan
- Erdős–Faber–Lovászs förmodan
- Ringel–Kotzigs förmodan
- Hadwiger–Nelsons problem
- Negamis förmodan

### Gruppteori
- Inversa Galoisproblemet

### Kombinatorik
- Antalet magiska kvadrater (talföljd A006052 i OEIS)
- Att hitta en formel för sannolikheten att två godtyckligt valda element genererar symmetriska gruppen {\displaystyle S_{n}}

### Partiella differentialekvationer
- Regelbundenhet av lösningarna av Vlasov–Maxwells ekvationer
- Regelbundenhet av lösningarna av Eulers ekvationer

### Talteori
- abc-förmodan
- Erdős–Straus förmodan
- Finns det udda perfekta tal?
- Finns det oändligt många perfekta tal?
- Finns det kvasiperfekta tal?
- Brocards problem
- Lindelöfhypotesen
- Littlewoods förmodan
- Finns det oändligt många vänskapliga tal?
- Finns det relativt prima par av vänskapliga tal?

### Talteori (primtal)
- Catalans Mersenneförmodan
- Dirichlets delarproblem
- Goldbachs förmodan
- Primtalstvillingsförmodan
- Finns det oändligt många Mersenneprimtal
- Finns det oändligt många Wagstaffprimtal?
- Finns det oändligt många Sophie Germainprimtal?
- Finns det oändligt många Cullenprimtal?
- Finns det oändligt många Woodallprimtal
- Finns det oändligt många Fibonacciprimtal?
- Finns det oändligt många Wieferichprimtal?

### Övrigt
- Dixmiers förmodan
- Baum–Connes förmodan
- Toeplitzs förmodan (öppen sedan 1911)

## Kända problem som lösts på senare år
- Angels problem (Flera oberoende bevis, 2006)
- Cameron–Erdős förmodan (Ben J. Green, 2003, Alexander Sapozhenko, 2003)[1]
- Catalans förmodan (Preda Mihăilescu, 2002)
- Fermats stora sats (Andrew Wiles, 1994)
- Fyrfärgssatsen (Kenneth Appel och Wolfgang Haken, 1977)
- Green–Taos sats (Ben J. Green och Terence Tao, 2004)
- Kadison–Singers problem (Adam Marcus, Daniel Spielman och Nikhil Srivastava, 2013)
- Katos förmodan (Auscher, Hofmann, Lacey, McIntosh och Tchamitchian, 2001)
- Keplers förmodan (Thomas Hales, 1998)
- Milnors förmodan (Vladimir Voevodsky, 1996)
- Poincarés förmodan (Grigorij Perelman, 2002)
- Serres modularitetsförmodan (Chandrashekhar Khare och Jean-Pierre Wintenberger, 2008[2])
- Stanley–Wilfs förmodan (Gábor Tardos och Adam Marcus, 2004)